# 兰道-拉马努金常数
兰道-拉马努金常数（Landau–Ramanujan constant）是一個和數論有關的常數，對於一正整數x ，若x很大時，小於x且可以表示為二平方數和整數的個數和下式成正比
{\displaystyle x/{\sqrt {\ln(x)}}.}
二者之間的比例即為兰道-拉马努金常数，分別由愛德蒙·蘭道及拉馬努金所發現。
若用N(x)表示小於於x，可表示為二平方數和整數的個數，則兰道-拉马努金常数K可表示為
{\displaystyle K=\lim _{x\rightarrow \infty }{\frac {N(x){\sqrt {\ln(x)}}}{x}}\approx 0.76422365358922066299069873125.}（OEIS數列A064533）
也可表示為以下的欧拉积 :
{\displaystyle K={\frac {1}{\sqrt {2}}}\quad \prod _{p\equiv 3\mod 4}\quad \left(1-{\frac {1}{p^{2}}}\right)^{-1/2}={\frac {\pi }{4}}\quad \prod _{p\equiv 1\mod 4}\quad \left(1-{\frac {1}{p^{2}}}\right)^{1/2}.}

## 兩平方數的和
依照平方和定理，可以表示為二個平方數和的整數，其質因數分解中的质因数，若幂次為偶數，則該质因数除以4的餘數必為3。例如45 = 9 + 36可以表示為二個平方數的和，其質因數分解為32 × 5，其中只有3的幂次為偶數，而其3除以4的餘數為3，因此符合平方和定理。

## 參照
- 素数计数函数

## 外部連結
- 埃里克·韦斯坦因. . MathWorld.